# Інді Хайт
Інді Хайт — український режисер та кліпмейкер єврейського походження. Знімав кліпи Тіні Кароль, Dorofeeva, Jerry Heil, Latexfauna, Ноа Кірел, Lola Marsh, Within Temptation та іншим.

## Біографія
Народився  в Азербайджані. Переїхав в Україну, коли йому був один рік, а саме в Жовті Води. Виховувався у багатодітній сім'ї. У 2 класі перейшов у єврейську школу-інтернат для хлопців у Дніпропетровську, де навчався до 13 років. В школі-інтернаті Інді співав в хорі, танцював та малював, а також багато молився, іноді й по чотири години в день. До 18 років прожив у Жовтих Водах, де вперше знімає комерційну рекламу. Пізніше переїжджає в Тель-Авів, де знімає свій перший кліп. У 28 років переїхав в Київ.
Перед режисерською діяльністю займався CGI графікою та танцями.

## Музичні кліпи

### 2021
Протягом року Інді зрежисирував серію кліпів українській співачці Тіні Кароль. 12 лютого вийшов кліп на пісню «Скандал» Тіни Кароль, що був знятий на плівку. Незабаром, 9 квітня вийшов кліп на пісню «Хороший парень», в якому Тіна Кароль перевтілилась у хлопця. 1 липня вийшов кліп на пісню «Красиво».
13 серпня 2021 року зрежисирував кліп Світлані Лободі на пісню «Indie Rock (Vogue)». Сюжет кліпу розвивається у футуристичній фотостудії навколо співачки (яка грає недосвідчену модель) та фотографки, яку зіграла українська модель Таня Рубан.

### 2023
21 січня відбулась прем'єра кліпу Dorofeeva на пісню «Вотсап». Протягом майже трихвилинного відео співачка з великим напруженням грає на барабанах. У кліпі ця гра символізує надривні емоції розлуки та розпачу, що відчувають українці після початку повномасштабної війни з Росією.
8 березня вийшов провокативний еротичний кліп українського гурту Latexfauna на пісню «MASANDRA». Кліп складається всього з однієї сцени та одного кадру. Музичний гурт позиціонував дану відеороботу як «найвідвертіший кліп в історії українського шоубізнесу».
21 березня був презентований кліп на пісню «Кохаю, але не зовсім» Dorofeeva.

### 2024
27 лютого Інді зрежисерував кліп на дебютну пісню «Перша» української співачки Kugatessa.
11 липня відбулась прем'єра кліпу Jerry Heil на пісню «VIRGIN MARIA». У відеороботі співачка з'являється у буденних ситуаціях, які, однак, нагадують класичні картини доби Відродження.

## Рекламні ролики
1 жовтня 2022 року відбулась прем'єра рекламної кампанії для українського бренду одягу TTSWTRS.
7 листопада 2023 року в мережі презентували рекламну кампанію для Київстар, що створена навколо роздумів інженерів мобільного зв'язку.
9 лютого 2024 була представлена рекламна кампанія Нової Пошти «Поштомат працює завжди», над якою Інді Хайт працював разом з Fedoriv Agency.